# Tác động của nông nghiệp lên môi trường

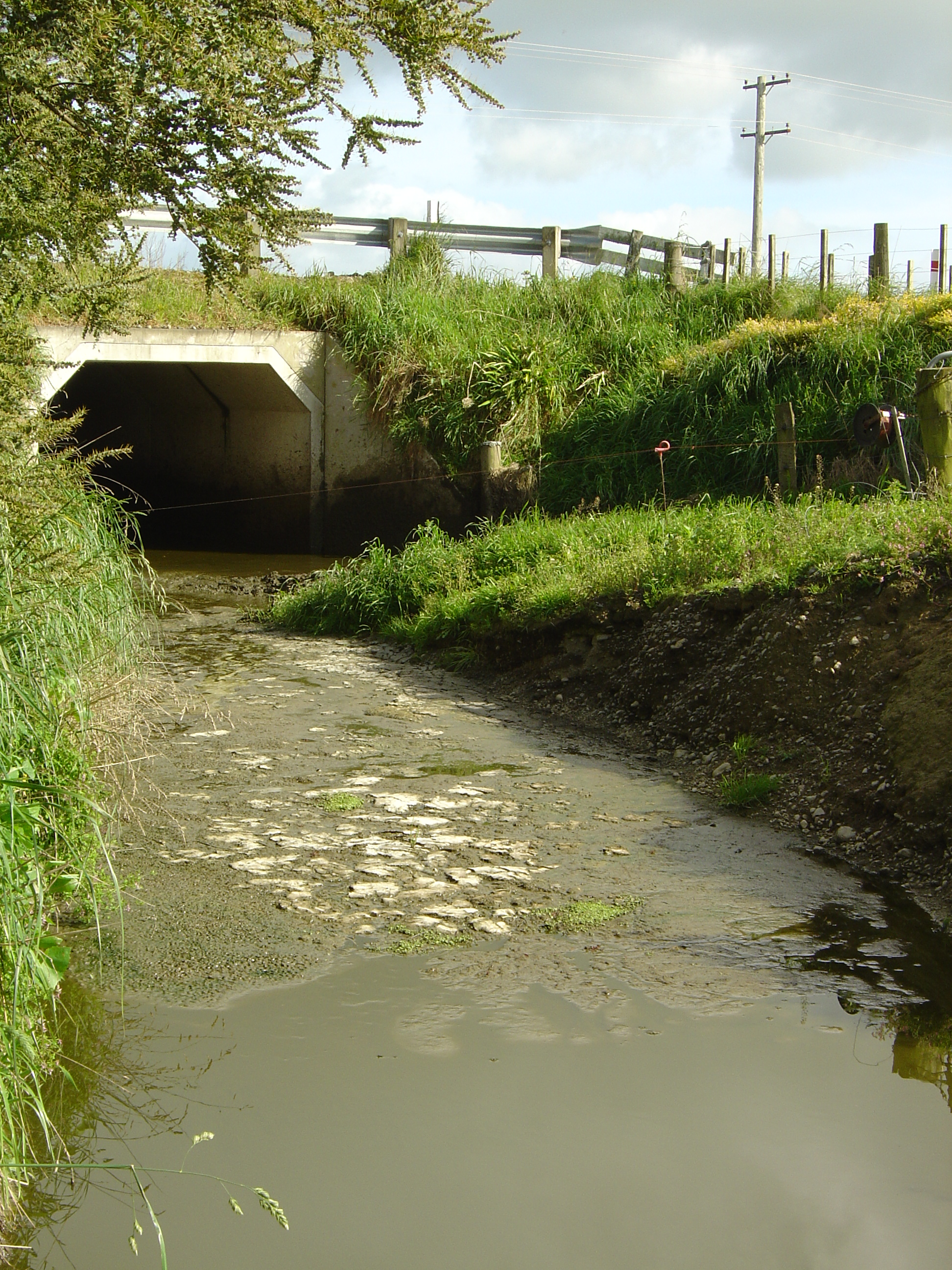
Ô nhiễm nước ở một con suối trong vùng nông thôn do nước thải từ hoạt động nông nghiệp ở New Zealand

Tác động của nông nghiệp lên môi trường là ảnh hưởng do các phương thức canh tác khác nhau gây ra đối với các hệ sinh thái xung quanh chúng, và nguồn gốc của những ảnh hưởng đó. Tác động môi trường của nông nghiệp khác nhau tùy thuộc vào nhiều loại phương thức nông nghiệp được sử dụng trên thế giới. Cuối cùng, tác động môi trường phụ thuộc vào thực tiễn sản xuất của hệ thống mà nông dân sử dụng. Mối liên hệ giữa phát thải vào môi trường và hệ thống canh tác là gián tiếp, vì nó cũng phụ thuộc vào các thông số khí hậu khác như lượng mưa và nhiệt độ. Một số yếu tố khác có thể bao gồm các loại máy móc được sử dụng cho mục đích nông nghiệp cũng như sự lựa chọn của người nông dân về cách thức chăn nuôi của họ.
Có hai tiêu chí dùng để đánh giá sự tác động lên môi trường: "dựa trên phương pháp" sản xuất nông nghiệp của người dân, và "dựa trên sự ảnh hưởng" của những phương pháp canh tác tác động lên hệ thống canh tác hoặc các chất thải ra môi trường. Một ví dụ cho tiêu chí "dựa trên phương pháp" là chất lượng của nước ngầm, bị ảnh hưởng bởi lượng nitơ bón vào đất. Trong khi đó, lượng nitrat bị thất thoát vào nước ngầm sẽ phản ánh cho tiêu chí "dựa trên sự ảnh hưởng". Đánh giá dựa trên phương thức sẽ xem xét những hoạt động nông nghiệp của nông dân, còn đánh giá dựa trên sự ảnh hưởng xem xét các tác động thực tế của hệ thống nông nghiệp. Tỉ dụ như phân tích dựa trên phương thức sẽ xem xét các phương pháp bón phân và trừ sâu mà người nông dân đang sử dụng, còn phân tích dựa trên ảnh hưởng sẽ quan tâm đến lượng CO2 thải ra hoặc hàm lượng Nitơ trong đất là bao nhiêu.